# هنری مارشال توری
هنری مارشال توری (انگلیسی: Henry Marshall Tory; ۱۱ ژانویهٔ ۱۸۶۴ – ۶ فوریهٔ ۱۹۴۷) اولین رئیس دانشگاه آلبرتا، سیاست‌مدار اهل کانادا بود.

## سمت‌ها
هنری اولین رئیس دانشگاه آلبرتا (۱۹۰۸–۱۹۲۸)، اولین رئیس شورای تحقیقات ملی (۱۹۲۸–۱۹۳۵)، اولین رئیس دانشگاه کارلتون (۱۹۴۲–۱۹۴۷) بود.